# Río Apurímac
El río Apurímac es uno de los principales ríos del Perú, un afluente del río Ene que es parte del curso superior del río Ucayali, y en cuya cuenca nace la fuente más lejana del río Amazonas, en las laderas del Nevado Mismi, a 5.597 m (15°31′0″S 71°41′0″O / -15.51667, -71.68333) en el departamento de Arequipa.## ##

## Toponimia
- Apu, en quechua, significa entre  otras cosas «espíritu tutelar» según el simi taq´e cusqueño. El Apu Rimac es el «Oráculo o Gran Hablador», considerado como el más poderoso de los oráculos Incas, que hablaba a través de los tremendos rápidos del río. Un diccionario con autoridad oficial y lingüística ha escrito.

Apurimaq. s. Hist. y Mit. ( El dios que habla). Dios de la cultura ch'anka.
Diccionario Quechua-Español-Quechua. Academia Mayor de la Lengua Quechua Qosqo (1995).

## Geografía
El río Apurímac nace en la cordillera de los Andes,  entre Cuzco y Arequipa, a 650 km al sureste de Lima y 160 km al oeste del lago Titicaca. El río, que atraviesa las regiones de Cuzco y Ayacucho, al recorrer Nagore, pasa a llamarse río Ene a partir de su confluencia con el río Mantaro (12°15′45″S 73°58′30″O / -12.26250, -73.97500) a unos 400 m de altitud. La confluencia marca el tripunto fronterizo entre los departamentos de Junín, Ayacucho y Cuzco. Aguas abajo, habiendo recibido por la izquierda al río Perené, cambia una vez más su nombre por el de río Tambo, que discurre unos 150 km antes de encontrarse con el río Urubamba en la ciudad de Atalaya, para dar lugar al nacimiento formal del río Ucayali.
Durante gran parte de sus 700 km de recorrido, fluye a través de estrechos cañones y su trayecto es interrumpido por cascadas y rápidos.

### La fuente más lejana del Amazonas

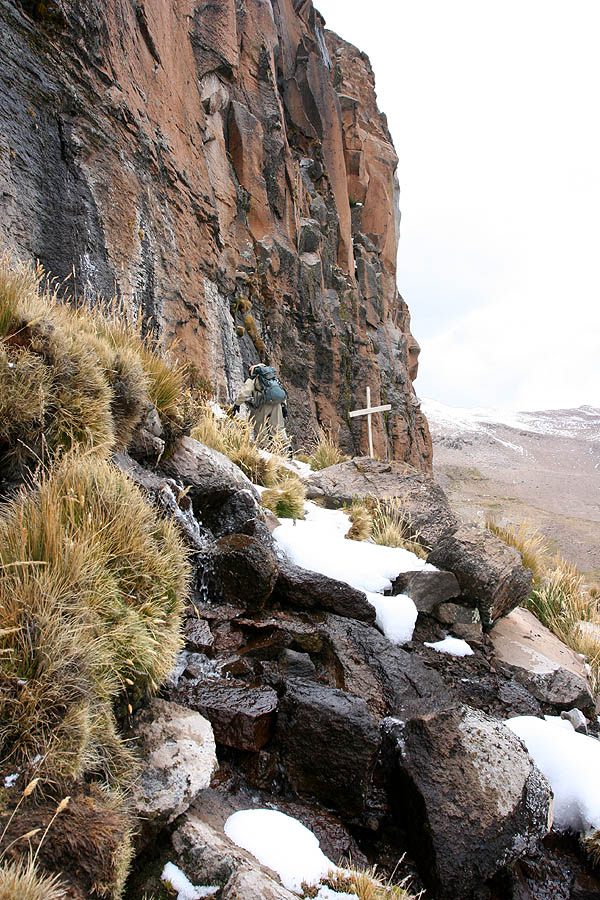
Vista de la fuente del torrente Apacheta, en el Nevado Mismi, considerada la fuente más lejana del propio río Amazonas.

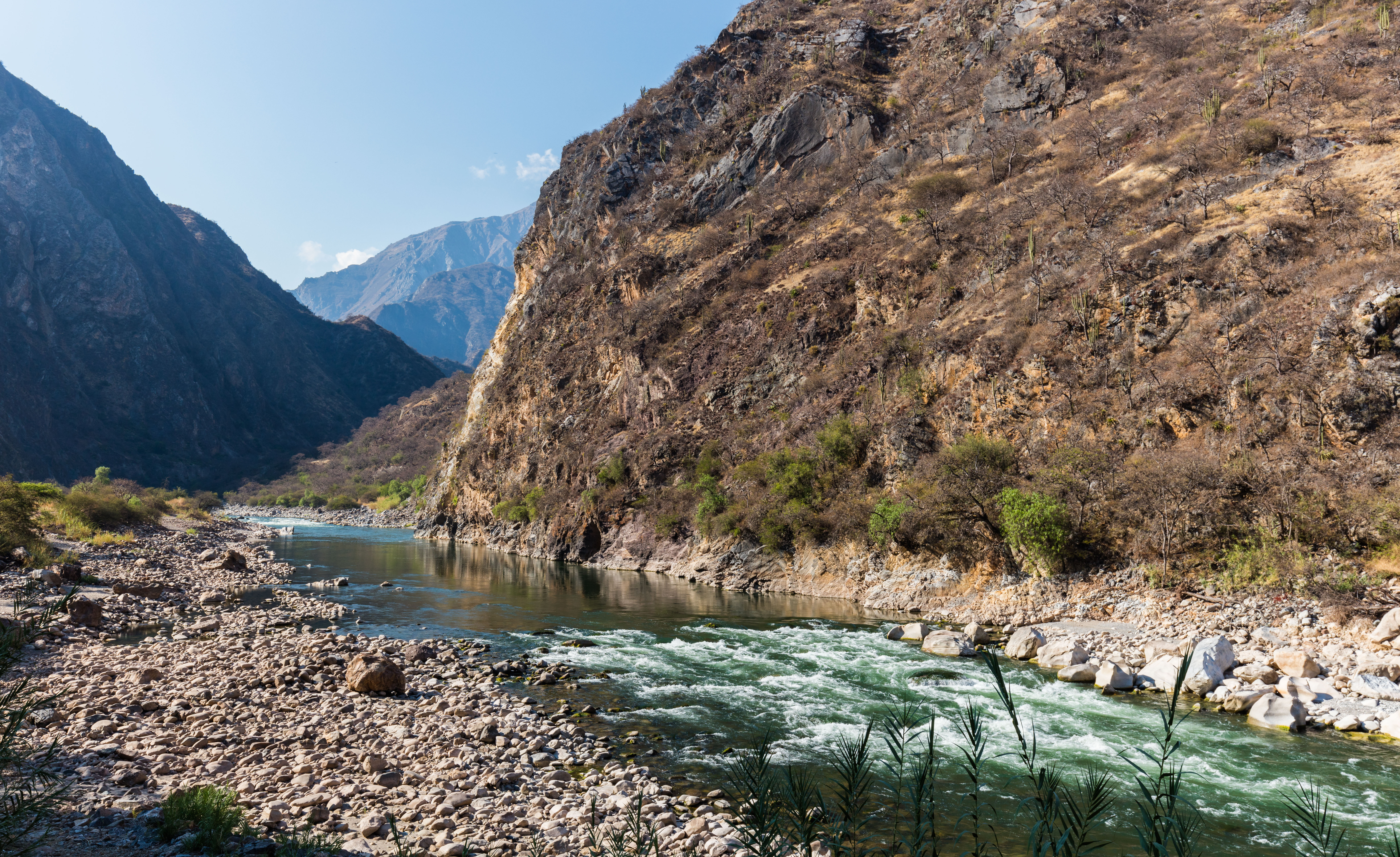
Otra vista del río Apurímac.

El Apurímac nace de la confluencia de dos pequeños ríos, el río Santiago y el río Huarhuarco. Se dirige hacia el este y su longitud es de unos 50 km desde su fuente más lejana cuando recibe al río Hornillos, que llega desde el sur. El Hornillos tiene unos 65 km contando sus propias fuentes, el río Challamayo, el río Lloquera, y los cortos torrentes Carhuasanta y Apacheta, de longitud casi idéntica (6 km cada uno). El Apacheta, que nace en las faldas del Nevado Mismi se considera la fuente más lejana de la red del Amazonas, siendo aceptada ahora por la mayoría de estudios, aunque a veces hay alguna duda sobre en la cuenca del río Mantaro, cuya longitud es equivalente a la del Apurímac, alguna fuente podría superarle en unos pocos kilómetros. 
Por tanto, el curso del considerado ahora río más largo del mundo es el siguiente: Apacheta → Lloquera → Challamayo → Hornillos → Apurimac → Ene → Tambo → Ucayali → Amazonas peruano → Solimões → Amazonas.

## Principales afluentes
Los principales afluentes del Apurimac, en sentido aguas abajo, son los siguientes arroyos y ríos:
- río Hornillos, de una longitud de 65 km, con una cuenca de 630 km² y un caudad de 6 m³/s;
- río Pachachaca, de 210 km,  8.100 km² y 142 m³/s;
- río Pampas, de 434 km, 24.200 km² y 250 m³/s;
- río Santo Tomás, de 150 km, 3.440 km² y 84 m³/s;
- río Velille, de 180 km,  3.700 km² y 45 m³/s;
- río Vilcabamba, de 150 km,  3.930 km² y 73m³/s;

## VRAEM
Con el Ene que le prolonga, el Apurímac y últimamente el Mantaro, forman un conjunto geográfico y económico designado por las siglas VRAEM (Valle del Río Apurímac, Ene y Mantaro). La zona del Mantaro fue agregada en el 2012, por ello el cambio de VRAE a VRAEM. En 2006 esta zona estaba prácticamente fuera de control del estado peruano y se dedicaba al cultivo de la coca con el apoyo financiero y logístico de los narcotraficantes. Las autoridades peruanas comenzaron a recuperar la iniciativa en el área mediante el envío de 1.500 militares a finales de 2006, objetivo que aún no se ha logrado.